# Vitgumpad skarv
Vitgumpad skarv (Phalacrocorax neglectus) är en utrotningshotad fågel i familjen skarvar inom ordningen sulfåglar som förekommer i sydvästra Afrika.

## Utseende
Vitgumpad skarv är en stor (76 cm), matt brunsvart skarv som saknar olikt många andra skarvar en färgglad strupsäck. I häckningsdräkt uppvisar den adulta fågeln varierande mängder vita fjäderplymer på huvud och övergump. Ovansidan är bronsgrön med mörka kanter på mantel och vingtäckare. En liten tofs ser ut som en liten knöl på pannan. Ungfåglar saknar bronsfärg i dräkten.

## Utbredning och systematik
Vitgumpad förekommer i kustnära sydvästra Afrika (Namibia till sydvästra Kapprovinsen). Den behandlas som monotypisk, det vill säga att den inte delas in i några underarter.

### Skarvarnas släktskap
Skarvarnas taxonomi har varit omdiskuterad. Traditionellt har de placerats gruppen i ordningen pelikanfåglar (Pelecaniformes) men de har även placerats i ordningen storkfåglar (Ciconiiformes). Molekulära och morfologiska studier har dock visat att ordningen pelikanfåglar är parafyletisk. Därför har skarvarna flyttats till den nya ordningen sulfåglar (Suliformes) tillsammans med fregattfåglar, sulor och ormhalsfåglar.

## Levnadssätt
Vitgumpad skarv är en kustlevande art som födosöker nära land efter fisk, skaldjur, bläckfisk och mollusker. Den häckar året runt, men mest aktivt maj-oktober i södra delen av utbredningsområdet och november-april i Namibia.

## Status och hot
Vitgumpad skarv har ett begränsat utbredningsområde och en rätt liten världspopulation på endast 5 000 vuxna individer. Den minskar dessutom mycket kraftigt i antal, mellan 1990 och 2006 med 4,3 % per år, till följd av störningar från människan, födobrist och konkurrens från sälar. Internationella naturvårdsunionen IUCN kategoriserar den därför som starkt hotad.